# Phyllium westwoodii
Phyllium westwoodii är en insektsart som beskrevs av James Wood-Mason 1875. Phyllium westwoodii ingår i släktet Phyllium och familjen Phylliidae. Inga underarter finns listade i Catalogue of Life.